# Salvador Espriu
Salvador Espriu i Castelló (né le 10 juillet 1913 à Santa Coloma de Farners et mort le 22 février 1985 à Barcelone) est un poète, romancier et dramaturge espagnol d'expression catalane, qui a renouvelé, avec Josep Pla et Josep Maria de Sagarra, la prose catalane. Il a été proposé comme candidat au prix Nobel de Littérature.

## Biographie
Salvador Espriu i Castelló est né à Santa Coloma de Farners le 10 juillet 1913. Fils de Francesc de Paula Espriu i Torras, libre penseur, licencié en droit de l'université de Barcelone il exerçait la profession de notaire, et d’Escolàstica Castelló i Molas, une femme timide, discrète et très religieuse. Sa famille s’installa à Barcelone dès 1915. Il passa beaucoup de temps à Arenys de Mar. Ce village tient une place essentielle dans l’univers littéraire du poète qu’il idéalise dans le recueil de poèmes Sinera.
Deux évènements vont marquer l’enfance de Salvador Espriu, la mort prématurée d’une de ses sœurs (rougeole) et deux ans plus tard le décès dans un accident de son frère.
Salvador Espriu a écrit son premier livre Israel à l’âge de 15 ans. Il a étudié le droit et l’histoire ancienne à l’université de Barcelone. L’année suivante à 18 ans, seront publiés deux romans El doctor Rip i Laia (dont un film sera tiré), révélant son talent de narrateur proche du courant noucentiste.
Il a passé près de 3 ans de convalescence dans la maison familiale de Viladrau des suites de la rougeole. Il occupera son temps avec les jeux, comme n'importe quel enfant, mais aussi avec des lectures très avancées pour son âge. Cette situation particulière l’amène pour partie vers cette vocation littéraire.
En 1933, il participe à croisière universitaire en Méditerranée, un voyage avec le gouvernement de la République, en compagnie d’un groupe d'enseignants et d'étudiants, qui l’amena à visiter entre autres, l'Égypte, la Turquie, la Palestine, l'Italie et la Grèce. Ce périple a joué un rôle important dans son œuvre. C’est une époque où coexistent de nombreux conflits, mais c’est aussi une période d’une grande vitalité culturelle et artistique surtout à Barcelone. Dans cet environnement culturel, il entretient des liens avec  des intellectuels tels que Bartomeu Rosselló-Pòrcel, Ferran Soldevila et Carles Riba, entre autres. Il publie Aspectes (1934) et Ariadna al laberint grotesc (Ariadna au labyrinthe grotesque, 1935) dans une prose située entre la satire grotesque et le lyrisme. En 1935 il obtient sa licence en droit et en 1936 en histoire ancienne. Malheureusement la Guerre civile espagnole interrompt sa brillante[Interprétation personnelle ?] carrière universitaire : il  est mobilisé jusqu’en 1939 et doit abandonner une licence en langues classiques.
Une fois la guerre terminée et peu après la mort de son père, il travailla comme avocat dans une étude notariale. La victoire franquiste amena une sévère répression en Catalogne : suppression de l’autonomie de la Generalitat (Généralité) l’usage du catalan y était interdit, l'Europe dévastée par la Seconde Guerre mondiale, Salvador Espriu vécu ce que l'on appellera plus tard l'exil intérieur. Bien qu’il ait poursuivi son travail d’avocat, Espriu n’abandonna jamais le littérature : il écrivit la tragédie d’Antigone en 1939, parue seulement en 1955. C’est à cette même époque que furent éditées des œuvres théâtrales comme Primera història d'Ester (Première histoire d’Esther, 1948) et jouée pour la première fois en 1957, son premier recueil de poèmes Cementiri de Sinera (Cimetière de Sirena, 1946) avec lequel commença les références au monde mythique de Sinera (anagramme d'Arenys [de Mar]). Ce recueil évoque le monde dévasté par les guerres, la destruction de la civilisation qui touche autant individuellement que collectivement tout un peuple. Il poursuit son œuvre avec Les cançons d'Ariadna (1949), Les Hores i Mr. Death (1952), El caminant i el mur (1954) i Final del laberint (1955). Le recueil de poèmes La pell de brau - La Peau de taureau(1960), est publié en contournant la censure, il deviendra un symbole de la résistance catalane contre la répression franquisme. Raimon, auteur-interprète a fait des adaptations musicales de ses poèmes contribuant à la popularisation des œuvres de Salvador Espriu, comme ont pu le faire les représentations de la compagnie théâtrale Adrià Gual avec Ronda de mort a Sinera (1966). Plus tard, une adaptation sera faite de Una altra Fedra, si usplau (1978). Cette popularité grandissante en fera le poète du peuple, symbole de la lutte contre l’oppression et fervent défenseur de la liberté de tous
En 1980, le premier volume de l'œuvre poétique complète traduite en espagnol a été publié, ce qui lui a valu la reconnaissance unanime de la critique espagnole.
Traduit dans de nombreuses langues, son nom fut proposé à plusieurs reprises pour le Prix Nobel de Littérature. Il a été récompensé par de nombreux prix parmi lequel le prix d’honneur des Lettres catalanes (1972). Il a reçu la médaille d’or de la Généralité de Catalogne (1980) et la médaille d’or de la Ville de Barcelone (1982). Il a été nommé docteur honoris causa par les universités de Barcelone et Toulouse.
Membre de l'Associació d'Escriptors en Llengua Catalana (AELC) depuis sa fondation en 1977, il en a été nommé membre d'honneur.
Au cours des dernières années de sa vie, Salvador Espriu s'est consacré à corriger et reprendre son œuvre afin de la rendre cohérente. Cette volonté de bien faire, ajoutée à la valeur de ses écrits, font de lui un modèle  littéraire de son époque. Nombre de ses écrits ont pour clé principale son propre monde géographique :  Lavínia (Barcelone); Sinera (Arenys); Konilòsia (pays des lapins - Espagne); Alfaranja (Catalogne) ou Sepharad (Péninsule ibérique).
Le 22 février 1985, Salvador Espriu meurt à Barcelone où il repose dans le cimetière d'Arenys de Mar, sa mythique Sinera, ville qui héberge le Centre d’études et de documentation Salvador Espriu depuis 1987.

## Distinctions
- Prix lettre d'or (1956)
- Prix international Montaigne (1971)
- Prix d’honneur des lettres catalanes (1972)
- Prix Ignasi-Iglésias (1978)
- Médaille d'or de la généralité de Catalogne (1980)
- Prix de la critique Serra d'Or de littérature et essai (1982)
- Ville de Barcelona (1982) : Les roques i el mar, el blau
- Médaille d'or de la ville de Barcelona (1982)
- Docteur honoris causa de l’université de Toulouse (France, Occitanie)
- Docteur honoris causa de l’université de Barcelone